# How to Have Sex
How to Have Sex (deutsch „Wie man Sex hat“, „Anleitung zum Sexhaben“) ist ein britischer Spielfilm von Molly Manning Walker aus dem Jahr 2023. Das Drama stellt britische Jugendliche in den Mittelpunkt, die während eines gemeinsamen Club-Urlaubs in Griechenland erste sexuelle Erfahrungen sammeln wollen. Die Hauptrollen übernahmen Mia McKenna-Bruce und Lara Peake. Das Werk wurde im Mai 2023 beim Filmfestival von Cannes uraufgeführt.

## Handlung
Der Film folgt den drei britischen Jugendlichen Tara, Em und Skye, die nach Kreta reisen, um ihre Jungfräulichkeit zu verlieren. Die Freundinnen wollen den besten Sommer ihres Lebens erleben und trinken, feiern und mit Jungs „rummachen“, sehen sich aber auch Gruppenzwang ausgesetzt. Das Werk untersucht die sexuelle Gewalt, der Mädchen während eines „typischen britischen Übergangsritus“ auf orgiastischen Urlaubspartys begegnen.

## Entstehungsgeschichte

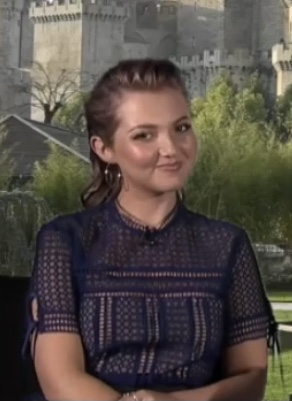
Die englische Schauspielerin Mia McKenna-Bruce übernahm eine der Hauptrollen

How to Have Sex ist das Spielfilmdebüt der langjährigen britischen Kamerafrau Molly Manning Walker. Dem Thema sexuelle Gewalt hatte sie sich bereits mit ihrem preisgekrönten Kurzfilm Good Thanks, You? (2020) angenähert, der über eine Jugendliche (dargestellt von Jasmine Jobson) berichtet, die nach einem tätlichen Angriff gezwungen ist, das Geschehene selbst aufzuarbeiten. Das Werk wurde 2020 in die Sektion Semaine de la critique des 73. Filmfestivals von Cannes eingeladen, das aber aufgrund der COVID-19-Pandemie abgesagt werden musste. Manning Walker war in diesem Jahr auch als Teilnehmerin des Cannes-Drehbuch-Workshops Next Step ausgewählt worden. Das Skript zu How to Have Sex brachte ihr den Next Step Award ein. Mit diesem Projekt wollte sie die in die Fußstapfen von Martin Parr treten und „die naturalistische Wahrhaftigkeit der Darsteller und Situationen mit ehrgeizigen visuellen Standards verbinden“. Für die Hauptrollen verpflichtete Manning Walker Mia McKenna-Bruce und Lara Peake neben Shaun Thomas und Sam Bottomley sowie die Newcomer Enva Lewis und Laura Ambler. Die Dreharbeiten fanden am Ort der Handlung in Griechenland statt. Kameramann war der Kanadier Nicolas Canniccioni.
Als Produzenten für den Film waren Ivana MacKinnon und Emily Leo (Wild Swim Films) und Konstantinos Kontrovrakis (Heretic) verantwortlich. Als Executive Producer fungierten Farhana Bhula and Ben Coren (Film4 Productions), Kristin Irving für das British Film Institute (BFA), Giorgos Karnavas (Heretic), Phil Hunt und Compton Ross (Head Gear). Ebenfalls finanziell unterstützt wurde die Produktion von der Pariser Gesellschaft mk2, die sich um die internationalen Verwertungsrechte kümmert. Ein regulärer Kinostart ist im Laufe des Jahres vorgesehen.

## Veröffentlichung und Rezeption
Die Premiere von How to Have Sex erfolgte am 19. Mai 2023 bei den Filmfestspielen von Cannes im Rahmen der Sektion Un Certain Regard, in der der Film schließlich den Hauptpreis gewann.
Von den auf der Website Rotten Tomatoes nach der Premiere aufgeführten über 40 Kritiken sind 96 Prozent positiv („fresh“) und führen zu einer Durchschnittswertung von 7,7 von 10 möglichen Punkten. Das Fazit der Seite lautet, dass es sich um ein „kraftvolles Filmdebüt“ von Molly Manning Walker handle. Es fange „die weibliche Jugend und Freundschaft authentisch mit ernüchterndem Aufbrausen ein“. Auf der Website Metacritic erhielt How to Have Sex eine Bewertung von 78 von 100 möglichen Punkten, basierend auf über einem Dutzend ausgewerteter englischsprachiger Kritiken. Dies entspricht allgemein positive Rezensionen („generally favorable“).
Film4 sicherte sich die Verwertungsrechte für eine Fernsehausstrahlung und Streamingveröffentlichung im Vereinigten Königreich und Irland. Der deutsche Kinostart erfolgte am 7. Dezember 2023 im Verleih von Capelight.

## Auszeichnungen
Molly Manning Walker gewann beim Filmfestival von Cannes 2023 den Hauptpreis der Sektion Un Certain Regard. Weitere Festivaleinladungen und Nominierungen für Filmpreise folgten, darunter allein zwölf Nominierungen für den British Independent Film Award. Ebenfalls wurde das Werk in drei Kategorien für den Europäischen Filmpreis nominiert und gewann die Auszeichnung für den besten Nachwuchsfilm.
| Festival / Filmpreis                     | Kategorie                                           | Resultat   | Preisträger/ Nominierte                                                    |
| ---------------------------------------- | --------------------------------------------------- | ---------- | -------------------------------------------------------------------------- |
| Filmfestival von Athen 2023              | Goldene Athene – Bester Film                        | Gewonnen   | Molly Manning Walker                                                       |
| British Academy Film Awards 2024         | Bester britischer Film                              | Nominiert  | k. A.                                                                      |
| British Academy Film Awards 2024         | Beste Nachwuchsleistung                             | Gewonnen   | Molly Manning Walker                                                       |
| British Academy Film Awards 2024         | Bestes Casting                                      | Nominiert  | Isabella Odoffin                                                           |
| British Independent Film Awards 2023     | Bester britischer Independent-Film                  | Nominiert  | Molly Manning Walker, Ivana MacKinnon, Emily Leo, Konstantinos Kontovrakis |
| British Independent Film Awards 2023     | Beste Regie                                         | Nominiert  | Molly Manning Walker                                                       |
| British Independent Film Awards 2023     | Bestes Drehbuch                                     | Nominiert  | Molly Manning Walker                                                       |
| British Independent Film Awards 2023     | Beste Hauptrolle                                    | Gewonnen   | Mia McKenna-Bruce                                                          |
| British Independent Film Awards 2023     | Beste Nebenrolle                                    | Nominiert  | Samuel Bottomley                                                           |
| British Independent Film Awards 2023     | Beste Nebenrolle                                    | Gewonnen   | Shaun Thomas                                                               |
| British Independent Film Awards 2023     | Beste Nachwuchsleistung                             | Nominiert  | Mia McKenna-Bruce                                                          |
| British Independent Film Awards 2023     | Bestes Drehbuchdebüt                                | Nominiert  | Molly Manning Walker                                                       |
| British Independent Film Awards 2023     | Bestes Casting                                      | Gewonnen   | Isabella Odoffin                                                           |
| British Independent Film Awards 2023     | Bestes Kostümdesign                                 | Nominiert  | Isabella Odoffin                                                           |
| British Independent Film Awards 2023     | Bestes Make-up und beste Frisuren                   | Nominiert  | Natasha Lawes                                                              |
| British Independent Film Awards 2023     | Bester Ton                                          | Nominiert  | Steve Fanagan                                                              |
| Busan International Film Festival 2023   | Publikumspreis                                      | Nominiert  | Molly Manning Walker                                                       |
| Filmfestival von Cannes 2023             | Prix Un Certain Regard – Bester Film                | Gewonnen   | Molly Manning Walker                                                       |
| Filmfestival von Cannes 2023             | Caméra d’Or                                         | Nominiert  | Molly Manning Walker                                                       |
| Filmfestival von Cannes 2023             | Queer Palm                                          | Nominiert  | Molly Manning Walker                                                       |
| Europäischer Filmpreis 2023              | Bester Nachwuchsfilm                                | Gewonnen   | Molly Manning Walker                                                       |
| Europäischer Filmpreis 2023              | Beste Darstellerin                                  | Nominiert  | Mia McKenna-Bruce                                                          |
| Europäischer Filmpreis 2023              | European University Film Award                      | Nominiert  | Molly Manning Walker                                                       |
| Filmfest Hamburg 2023                    | Art Cinema Award                                    | Gewonnen   | Molly Manning Walker                                                       |
| Jerusalem Film Festival 2023             | Nechama Rivilin Award – Bester internationaler Film | Nominiert  | Molly Manning Walker                                                       |
| London Critics’ Circle Film Awards 2024  | Bester britischer Film                              | Nominiert  | k. A.                                                                      |
| London Critics’ Circle Film Awards 2024  | Beste britische Nachwuchsregie                      | Gewonnen   | Molly Manning Walker                                                       |
| London Critics’ Circle Film Awards 2024  | Beste Nachwuchsdarstellerin                         | Gewonnen   | Mia McKenna-Bruce                                                          |
| London Critics’ Circle Film Awards 2024  | Bester britischer Nachwuchsdarsteller               | Nominiert  | Samuel Bottomley                                                           |
| Filmfestival von Melbourne 2023          | Bright Horizons Award                               | Nominiert  | Molly Manning Walker                                                       |
| Festival du nouveau cinéma Montreal 2023 | Louvre d’Or – Bester Film                           | Nominiert  | Molly Manning Walker                                                       |
| Filmfestival von Stockholm 2023          | Bronzenes Pferd – Bester Film                       | Ausstehend | Molly Manning Walker                                                       |
| Filmfestival von Valladolid 2023         | Goldene Ähre – Bester Film                          | Nominiert  | Molly Manning Walker                                                       |
| Filmfestival von Valladolid 2023         | Premio Pilar Miró – Beste Nachwuchsregie            | Gewonnen   | Molly Manning Walker                                                       |
| Filmfestival von Valladolid 2023         | Preis der Jugendjury – Bester Film                  | Gewonnen   | Molly Manning Walker                                                       |
| Zurich Film Festival 2023                | Goldenes Auge – Bester internationaler Spielfilm    | Nominiert  | Molly Manning Walker                                                       |